# エヴィア県

エヴィア県
Περιφερειακή ενότητα Εύβοιας測地系: 北緯38度30分 東経24度00分 / 北緯38.500度 東経24.000度座標: 北緯38度30分 東経24度00分 / 北緯38.500度 東経24.000度

エヴィア県（エヴィアけん、ギリシア語: Εύβοια /  Évvoia）は、ギリシャ共和国の中央ギリシャ地方を構成する行政区（ペリフェリアキ・エノティタ）のひとつ。県都はハルキダ（ハルキス）。エーゲ海に浮かぶ、ギリシャで2番目に大きな島であるエヴィア島がその領域の大部分を占める。
2001年の人口調査によると、県人口は215,136人（エヴィア島人口は198,130人）であり、県面積は4,167.449km²（エヴィア島面積は3,684.848km²）であった。

## 地理

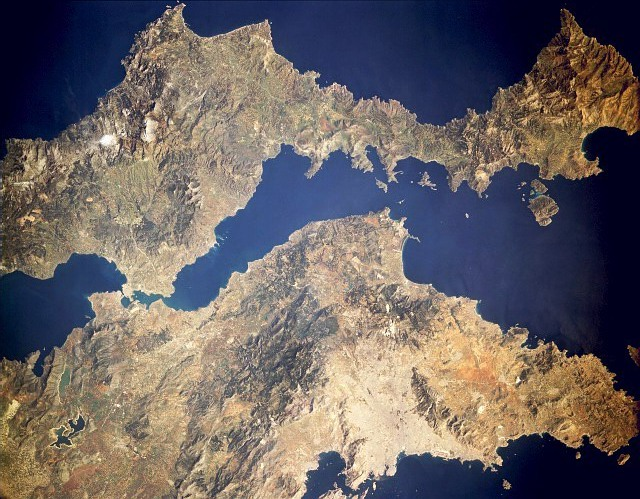
エヴィア島東南部（上）と本土のアッティカ半島（下）。上が北東にあたる。最も狭隘な部分がエヴリポス海峡。

### 位置
エヴィア県は、中央ギリシャ地方（広域自治体としての「地方」＝ペリフェリア）の東部に位置する行政区である。エヴィア島と、スキロス島および周辺の小島、ギリシャ本土の一部から構成されている。
エヴィア県の中部にある本土部分は、ヴィオティア県に囲まれる形で境界を接している。エヴィア島南部は南エヴィア湾を隔ててアッティカ地方東アッティカ県と対し、エヴィア島北部は北エヴィア湾を隔てて西にフティオティダ県、北にテッサリア地方マグニシア県と向かい合う。エヴィア島とスキロス島の間の海の北方には、テッサリア地方スポラデス県に属する島々がある。

### 地勢
エヴィア島は、ギリシャ第二の面積・人口を持ち、西北端から東南端までの長さは約150kmに及ぶ細長い島である。エヴィア島と本土の間の海はエヴィア湾と呼ばれ、もっとも狭いエヴリポス海峡で幅160mまで狭まる。エヴリポス海峡以南を南エヴィア湾 (South Euboean Gulf) 、以北を北エヴィア湾 (North Euboean Gulf) とも称する。エヴィア島東南部のカリストス市西方にはペタリオン湾と呼ばれる海域があり、メガロニソス島などの島々がある。
スキロス島は地理的にはスポラデス諸島に含まれ、同諸島最大の島である。
エヴィア島は山がちな地形であり、最高峰はディルフィス山（Δίρφη、1,745m）。このほか、島の南端部にオーヒ山（Όχη、1398m）がある。また、スキロス島の最高峰はコヒラ山（Κόχυλα、792m）が聳える。
- エヴリポス海峡
- デルフィス山
- エーゲ海側のキミ港

### 主要な都市
エヴィア島中部にある首府ハルキダ（人口約5万4000人）は、県最大の都市であるとともに、中央ギリシャ地方最大の都市でもある。ハルキダの市街はエヴリポス海峡のエヴィア島側に位置し、市街地は北のネア・アルタキや海峡対岸のドロシアに連続している。ハルキダ東方のヴァシリコやエレトリア、北方のプサフナなど、いずれもエヴィア島中部のエヴィア湾側に人口が集中する。西北部ではイスティエア、東南部ではカリストス、中央部エーゲ海側ではキミがそれぞれ大きな町を形成している。
人口3000人以上の都市・集落には以下がある。
- ハルキダ（Χαλκίδα : ハルキダ市） - 53,584人
- ネア・アルタキ（Νέα Αρτάκη : ハルキダ市） - 8,646人
- ヴァシリコ（Βασιλικό : ハルキダ市） - 6,504人
- プサフナ（Ψαχνά : ディルフィス＝メサピア市） - 5,766人
- アリヴェリ（Αλιβέρι : キミ＝アリヴェリ市） - 5,140人
- カリストス（Κάρυστος : カリストス市） - 4,960人
- アマリントス（Αμάρυνθος : エレトリア市） - 4,141人
- イスティエア（Ιστιαία : イスティエア＝エディプソス市） - 4,125人
- ドロシア（Δροσιά : ハルキダ市） - 4,007人
- エレトリア（Ερέτρια : エレトリア市） - 3,156人
- キミ（Κύμη : キミ＝アリヴェリ市） - 3,037人

- ハルキダ市街
- カリストス市街
- 内陸部の集落（ディルフィス＝メサピア市Stropones）

## 行政区画

エヴィア県

### 市（ディモス）
エヴィア県は、以下の自治体（ディモス、市）から構成される。人口は2001年国勢調査時点。
|   | 自治体名                             | 綴り                         | 政庁所在地        | 面積 Km² | 人口   |
| - | ------------------------------------ | ---------------------------- | ----------------- | -------- | ------ |
| 1 | ハルキダ                             | Χαλκίδα                      | ハルキダ (el)     | 412.4    | 92,202 |
| 2 | ディルフィス＝メサピア               | Δίρφυς - Μεσσάπια            | プサフナ (el)     | 779.9    | 21,064 |
| 3 | エレトリア                           | Ερέτρια                      | エレトリア (el)   | 168.5    | 13,325 |
| 4 | イスティエア＝エディプソス           | Ιστιαία - Αιδηψος            | イスティエア (el) | 499.3    | 22,722 |
| 5 | カリストス                           | Κάρυστος                     | カリストス (el)   | 672.4    | 14,645 |
| 6 | キミ＝アリヴェリ                     | Κύμη - Αλιβέρι               | アリヴェリ (el)   | 801.2    | 33,527 |
| 7 | マンドゥディ＝リムニ＝アイア・アンナ | Μαντούδι - Λίμνη - Αγία Άννα | リムニ (el)       | 585.4    | 15,049 |
| 8 | スキロス                             | Σκύρος                       | スキロス          | 223.1    | 2,602  |

### 旧自治体（ディモティキ・エノティタ）

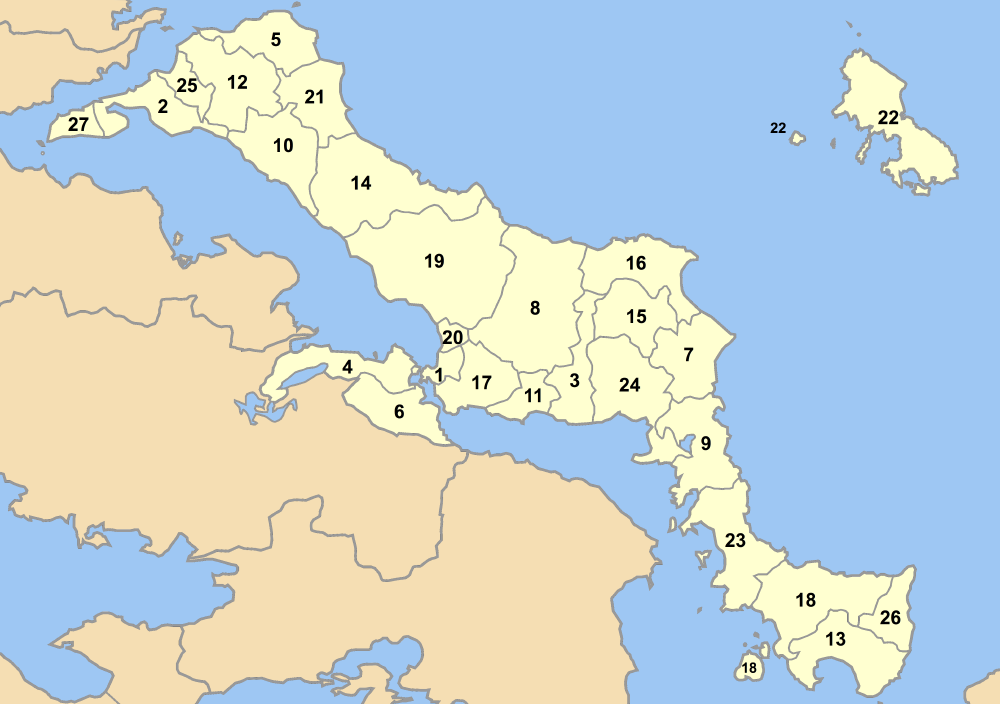
エヴィア県の旧自治体（2010年まで）

カリクラティス改革（2010年）以前の広域自治体（ノモス）としてのエヴィア県は、以下の27の基礎自治体（25個のディモス、2つのキノティタ）から構成されていた。改革後、旧自治体は新自治体（ディモス）を構成する行政区（ディモティキ・エノティタ）となっている。
下表の番号は右図と対応している。「旧自治体名」欄で※印を付したものはキノティタ、それ以外はディモス。「政庁所在地」欄で太字になっているものは、新自治体の政庁所在地となったものを示す。
|    | 旧自治体       | 綴り       | 政庁所在地             | 新自治体                             |
| -- | -------------- | ---------- | ---------------------- | ------------------------------------ |
| 1  | ハルキダ       | Χαλκίδα    | ハルキダ               | ハルキダ                             |
| 2  | エディプソス   | Αιδηψός    | ルトラ・エディプス     | イスティエア＝エディプソス           |
| 3  | アマリントス   | Αμάρυνθος  | アマリントス           | エレトリア                           |
| 4  | アンティドナ   | Ανθηδώνα   | ドロシア               | ハルキダ                             |
| 5  | アルテミシオ   | Αρτεμίσιο  | アルテミシオ           | イスティエア＝エディプソス           |
| 6  | アヴリダ       | Αυλίδα     | ヴァティ               | ハルキダ                             |
| 7  | アヴロン       | Αυλών      | アヴロナリ             | キミ＝アリヴェリ                     |
| 8  | ディルフィス   | Δίρφυς     | ステニ・ディルフィオス | ディルフィス＝メサピア               |
| 9  | ディストス     | Δύστος     | クリエザ               | キミ＝アリヴェリ                     |
| 10 | エリムニイ     | Ελύμνιοι   | リムニ                 | マンドゥディ＝リムニ＝アイア・アンナ |
| 11 | エレトリア     | Ερέτρια    | エレトリア             | エレトリア                           |
| 12 | イスティエア   | Ιστιαία    | イスティエア           | イスティエア＝エディプソス           |
| 13 | カリストス     | Κάρυστος   | カリストス             | カリストス                           |
| 14 | キレアス       | Κηρέας     | マンドゥディ           | マンドゥディ＝リムニ＝アイア・アンナ |
| 15 | コニストレス   | Κονίστρες  | コニストレス           | キミ＝アリヴェリ                     |
| 16 | キミ           | Κύμη       | キミ                   | キミ＝アリヴェリ                     |
| 17 | リランディア   | Ληλάντια   | ヴァシリコ             | ハルキダ                             |
| 18 | マルマリ       | Μαρμάρι    | マルマリ               | カリストス                           |
| 19 | メサピア       | Μεσσάπια   | プサフナ               | ディルフィス＝メサピア               |
| 20 | ネア・アルタキ | Νέα Αρτάκη | ネア・アルタキ         | ハルキダ                             |
| 21 | ニレアス       | Νηλέας     | アイア・アンナ         | マンドゥディ＝リムニ＝アイア・アンナ |
| 22 | スキロス       | Σκύρος     | スキロス               | スキロス                             |
| 23 | スティラ       | Στύρα      | スティラ               | カリストス                           |
| 24 | タミネイ       | Ταμιναίοι  | アリヴェリ             | キミ＝アリヴェリ                     |
| 25 | オレイ         | Ωρεοί      | オレイ                 | イスティエア＝エディプソス           |
| 26 | カフィレアス ※ | Καφηρέας   | アミグダレア           | カリストス                           |
| 27 | リハダ ※       | Λιχάδα     | リハダ                 | イスティエア＝エディプソス           |

- Διοικητική διαίρεση νομού Εύβοιας - エヴィア県の自治体・集落一覧（1999年 - 2010年）

### 郡（エパルヒア）
県には以下の郡（エパルヒア）があったが、2006年以降法的な位置づけは行われていない。
- ハルキダ郡 （首府: ハルキダ）
- イスティエオティス郡 （首府: イスティエア）
- カリスティエア郡 （首府: カリストス）

## 交通

### 道路
国道（自動車道路）GR-77号線とGR-44号線がエヴィア島を南北に結んでいる。
エヴィア島と本土を結ぶ橋は2本ある。エヴリポス海峡の最も狭隘な部分は、紀元前411年に木橋が架けられて以来、橋の架け替えが繰り返されてきた
現在の「旧橋」は、1962年に架けられたもので、船を通すために可動橋となっている。1993年には、ハルキス市街の南に新しい「ハルキダ橋」が架けられた。
自動車道路
- GR-44号線  (Greek National Road 44)  : 〔ティーヴァ - スヒマタリ〕 - ハルキダ - アリヴェリ - カリストス
- GR-77号線  (Greek National Road 77)  : イスティエア - プサフナ - ハルキダ

### 鉄道
アテネとテッサロニキを結ぶ幹線の支線がハルキダの本土側まで伸びている。
- ギリシャ国鉄（OSE）
  - 幹線鉄道網（Major Rail network） : 標準軌
    - ハルキダ - 〔イノイ - アテネ〕

### 港湾
- アイオ・カンポス港（イスティエア＝エディプソス）
- ルトラ・エディプソス港（イスティエア＝エディプソス）
- ネア・スティラ港（カリストス市）
- マルマリ港（カリストス市）
- カリストス港（カリストス市）
- キミ港（キミ＝アリヴェリ市）

### 空港
- スキロス空港 (Skyros Island National Airport) （スキロス市）

## 文化・観光

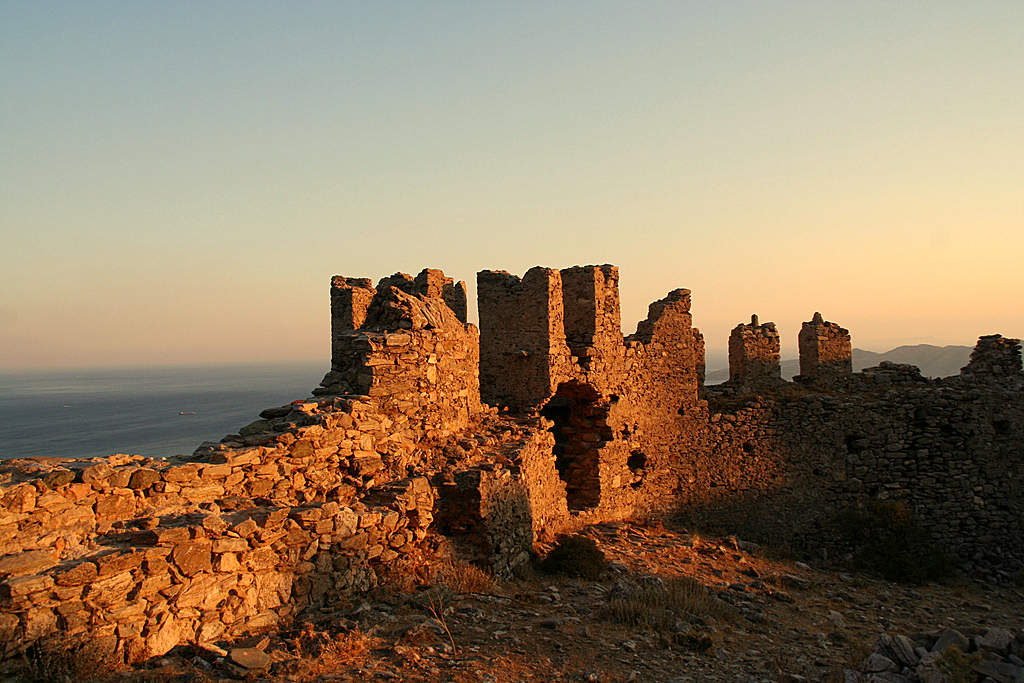
かつての城壁の跡

### スポーツ
- ハルキダBC

## 著名な出身者
- ゲオルギオス・パパニコロウ (1883-1962、医師)